# Giacomace de Souza Freitas
Kléber Giacomace de Sousa Freitas (Osasco, 12 augustus 1983), kortweg Kléber, is een Braziliaans profvoetballer die als aanvaller speelt.
Hij begon zijn carrière bij Grêmio Foot-Ball Porto Alegrense en maakte in 2003 indruk in de Copa Sudamericana. Zijn toenmalige club São Paulo FC haalde toen de kwartfinales.
Later in dat jaar speelde hij in het team dat de Fifa World Cup onder 20 won. Mede dankzij zijn sterke optreden in dit toernooi, verdiende hij een 5-jarig contract bij Dynamo Kiev. Hij werd overgenomen voor een bedrag van €2.000.000,-.
Hij oogstte succes bij Dynamo Kiev en werd een belangrijke pion binnen het team. Na een teleurstellende eerste ronde in 2007/2008 werd hij verhuurd aan SE Palmeiras. In zijn thuisland toonde hij weer z'n scorend vermogen. Eind 2008 vertrok hij definitief naar Brazilië en tekende bij Cruzeiro EC. In 2010 keerde hij terug naar Palmeiras. Twee jaar later verkaste hij naar Grêmio FB. In 2014 speelde Kléber op huurbasis voor CR Vasco da Gama en sinds 2015 komt hij uit voor Coritiba.